# Hubert Bogaerts
Hubert Bogaerts (Hubertus Alouisius Henricus Maria Bogaerts, ’s-Hertogenbosch 18 november 1869 – ?) was een Nederlands fotograaf en kunstschilder.

## Levensloop en werk
Hubert Bogaerts werd op 18 november 1869 geboren te 's-Hertogenbosch. Hij was de oudste zoon van Henri Bogaerts (Henricus Adrianus Bogaerts, ’s-Hertogenbosch 1841-Boxtel 1902) en Catharina Wilhelmina Maria Lutkie (’s-Hertogenbosch 1845-Boxtel 1901). Hij had vier broers en zes zussen. Zoals drie van zijn vier broers, Emile (Emilius Henricus Christianus Maria Bogaerts, ’s-Hertogenbosch 1873–Vught 1939), Henri jr. (Henricus Aloysius Wilhelminus Maria Bogaerts, ’s-Hertogenbosch 1877–Boxtel 1933) en Louis (Aloisius Antonius Henricus Maria Bogaerts, ’s-Hertogenbosch 1878–Nuenen (Nuenen, Gerwen en Nederwetten) 1957) werkte hij voor het kunstreproductiebedrijf voor schilderijen en portretten (eveneens familiebedrijf) H. Bogaerts & Cie., beter bekend als Peinture Bogaerts, dat zijn vader in 1880 in 's-Hertogenbosch oprichtte. Van 1891 tot eind 1939 bevond dit familiebedrijf zich te Boxtel, eerst op Burgakker 6 (1891-1905), daarna in de Molenstraat 8-10 (1906-1921) en ten slotte in de Stationsstraat 105 (van ca. 1922 tot 11 januari 1940).
Op 31 mei 1880 wordt Hubert Bogaerts tezamen met zijn ouders, vijf zusters en drie broers ingeschreven in het bevolkingsregister van Vught. Van daaruit vertrekt hij eind 1884 op vijftienjarige leeftijd tezamen met zijn vier jaar jongere broer Emile naar Sittard. In 1888 werkte hij als fotograaf voor Bogaerts Engraving Company te Amsterdam, het Nederlandse equivalent van de Engelse vestiging Bogaerts Engraving Company Ltd., opgericht op 6 maart 1888 in Londen en gevestigd in Queen Victoria Street. In augustus-september 1888 vertrekt hij naar Londen met zijn vader die eind 1886 met zijn echtgenote en zes van hun tien kinderen vanuit Vught naar Brussel verhuisd was. Op 25 november 1889 is Hubert aan het London's Central Criminal Court opgeroepen getuige voor de verdediging van zijn vader tijdens een rechtszitting wegens fraude. Zonder zijn vader, die tot één jaar gevangenisstraf veroordeeld wordt, vertrekt hij eind november 1889 tezamen met zijn moeder, drie broers en zes zussen vanuit Brussel naar Boxtel, waar de familie zich vestigde. Eind januari 1890 reist hij vanuit Boxtel terug naar Amsterdam waar hij nog een goed anderhalf jaar zijn werk bij Bogaerts Engraving Company verder zet. Eind juli 1891 bevindt hij zich terug bij zijn familie in Boxtel waar zijn vader een maand later ook aankomt vanuit Londen.

### La Société Belge des Portraits Bogaerts (1900 - 1902)
In januari 1900 kondigt Hubert Bogaerts in krantenadvertenties aan dat hij in Brussel een zelfde zaak als het reeds twintig jaar bestaande Boxtelse familiebedrijf zal oprichten. Eind april 1900 vertrekt hij vanuit zijn woonplaats te Boxtel dan ook naar Brussel waar hij met een andere kunstschilder, Wilm Johan Marius Benschop (Zwolle 1873-Den Haag 1963), tot maart 1902 in de Herdersstraat 44-46 te 1050 Elsene een kortdurende vennootschap heeft. In de Brusselse registers van 1901 adverteren Bogaerts en Benschop als het atelier Tableaux-Portraits-Bogaerts. De officiële bedrijfsnaam is Société Belge des Portraits Bogaerts. De portretschilderijen die in het atelier gemaakt worden, volgens de advertenties in olieverf op canvas (doek) naar alle foto's, mogen - eveneens volgens de advertenties - niet verward worden met overschilderde foto's. Hubert Bogaerts had met de oprichting van de vennootschap de bedoeling om het reproductieprocedé Peinture Bogaerts, dat door zijn vader uitgevonden en in 1879 ook gepatenteerd werd, in België in te voeren. Met dit procedé kon een fotografische afbeelding (in die tijd een zwart-witfoto) uitvergroot overgebracht en gefixeerd worden op een lichtgevoelig canvas of paneel en ingeschilderd worden met natuurlijke kleuren olieverf, zodat een portretschilderij in olieverf verkregen werd. Er bestond een procedé voor de reproductie van bestaande schilderijen (sinds maart 1879) en een procedé voor het vervaardigen van portretschilderijen in olieverf op basis van zwart-witfoto’s (eveneens vanaf 1879).
Volgens een advertentie in 'De Postrijder' van maart 1902 werden de burelen en ateliers van de Société Belge des Portraits Bogaerts verplaatst van rue du Berger 44-46 (Herdersstraat, 1050 Elsene) naar rue de la Montagne 20-24 (Bergstraat, 1000 Brussel). Dit stemt overeen met het adres in een advertentie in het Brusselse register Habitants classés par ordre de professions van 1902 waarin ook staat dat men voor het aanvragen van een prospectus dient te schrijven naar 'M. Hub. Bogaerts, Artiste-peintre'. Hieruit en uit de adreswijziging blijkt dat Hubert Bogaerts een afzonderlijk atelier oprichtte, gescheiden van zijn voormalige vennoot Benschop. Dit wordt bevestigd door het Brusselse register Habitants de Bruxelles et sa Banlieu van 1902 waarin Benschop afzonderlijk als schilder nog op het oude adres van het voormalige gezamenlijk atelier in de Herdersstraat 44-46 te Elsene geregistreerd staat, zonder vermelding van Société Belge des Portraits Bogaerts. Waarschijnlijk werkte Bogaerts nu alleen in zijn nieuw atelier in de Bergstraat te Brussel, dat volgens zijn advertenties van de hoogste klasse is. Hij definieert zijn Portraits-Bogaerts als  article unique, 'olieverfportretten op doek (canvas) naar alle foto’s en in natuurlijke kleuren, niet te verwarren met overschilderde foto's, gelijkenis gegarandeerd en prijzen vanaf vijftien frank'. Hij signeert met Bogaerts Bruxelles, waarmee hij zijn naam aan de nieuwe standplaats van zijn atelier koppelt (Brussel). Volgens een artikel in onder meer De Grondwet en de Limburger Koerier van 6 november 1902 krijgt hij zoveel waardering, ook van vreemdelingen die Brussel bezoeken, dat hij een onderscheiding krijgt als 'bevorderaar van kunst en industrie' en benoemd wordt tot Ridder in de orde van Christophorus Columbus.
In juni 1902 kiest Hubert Bogaerts een vertegenwoordiger voor Kortrijk en het toenmalige arrondissement Kortrijk die, zoals het netwerk van vertegenwoordigers van de Nederlandse moedermaatschappij H. Bogaerts & Cie. te Boxtel, 
als tussenpersoon instaat voor de ontvangen bestellingen van portretten. Zoals ook in Nederland de werkwijze is stelt Bogaerts zijn portretten in juli 1902 een eerste keer publiekelijk tentoon in het bedrijfspand van zijn vertegenwoordiger, Jan Tremmery ('In Sint- Joseph’s Huis', Groote Markt 16, Kortrijk). Maar ook in zijn eigen atelier in de Bergstraat 20-24 te Brussel stelt Hubert Bogaerts zijn portretschilderijen voor aan het publiek, begin september 1902 onder meer de portretten van de boerengeneraal Lucas Johannes Meyer (Zandrivier (Zuid-Afrika) 1846 - Brussel 1902) en van  president Paul Kruger (Bulhoek (Britse Kaapkolonie) 1825 - Clarens (Zwitserland) 1904). Op het einde van de maand zal Bogaerts de portretten van de boerengeneraals en van president Kruger tentoonstellen bij zijn vertegenwoordiger in Kortrijk. Tussen juni 1902 en februari 1903 adverteert hij ook wekelijks via zijn vertegenwoordiger met Nederlandstalige en Franstalige advertenties in de Kortrijkse krant 'Gazette Van Kortrijk/’l Echo de Courtrai'.
 Hubert Bogaerts was lid van de Cercle Photographique d’Ixelles (1900 – 1902).
Van La Société Belge des Portraits Bogaerts is ook nog een portretschilderij bewaard gebleven dat de Dominicaner frater Benedictus Jansen O.P. (Schiedam 1873- Schiedam 1896) voorstelt. Het portret werd in olieverf vervaardigd op paneel en meet 64 op 54 cm. Links onderaan werd het gesigneerd met Bogaerts Bruxelles. Het handschrift verschilt beduidend van het handschrift van hetzelfde signatuur Bogaerts Bruxelles op een portretschilderij van Guido Gezelle, dat in de volgende alinea beschreven wordt. Deze verschillende handschriften kunnen op de aanwezigheid van meer dan één kunstschilder in het atelier wijzen. Op het portret zijn onder de hals op het habijt de contouren te zien van twee rechte hoeken van de basis van de uitvergrote fotografische drager waarop het gelaat ingeschilderd werd met olieverf. De foto waarop het portret gebaseerd werd is bewaard gebleven in het archief van de Dominicanen Berg en Dal in Berg en Dal (Nederland). Er zijn twee olieverfportretten van frater Benedictus Jansen bekend, beide exacte replica's van de foto die als basis diende. Bijgevolg zijn beide olieverfportretten ook exacte replica's van elkaar. Er zijn enkel kleurverschillen, wat wijst op twee verschillende kunstschilders die de olieverfkleuren op de fotoreproductie (een soort fotonegatief dat op canvas of paneel op een speciale grondlaag flinterdun afgedrukt werd) inschilderden. Het is al vrij uitzonderlijk dat de foto bewaard blijft waarop een olieverfportret van Peinture Bogaerts gebaseerd werd, en het is al helemaal uitzonderlijk dat er twee portretten de tijd overleefden. Het ene exemplaar bevindt zich te 's-Hertogenbosch (Nederland) en werd rond 1896 naar aanleiding van het overlijden van frater Benedictus vervaardigd in het atelier in Boxtel (Kunstinrichting Peinture Bogaerts), het andere (links onderaan gesigneerde exemplaar) bevindt zich te Antwerpen en werd in de periode 1900 - 1902 (meer dan waarschijnlijk 1902) vervaardigd in het atelier in Brussel (La Société Belge des Portraits Bogaerts of Bogaerts Bruxelles) als een soort tronie.
In een circulaire uit april 1903 beschrijft Jan Tremmery (Kortrijk, 28 augustus 1855 – Kortrijk, 24 april 1927) een portretschilderij dat de Vlaamse rooms-katholieke priester en dichter Guido Gezelle  (Brugge 1830 - Brugge 1899) voorstelt. Het is rechts onderaan gesigneerd met Bogaerts Bruxelles. Voor het maken van dit portretschilderij gebruikte Bogaerts een foto die in 1889 in Kortrijk door de bekende fotograaf Gustave Macaire genomen werd. Als aanvulling op de gecopieerde foto werd Gezelle op het portret half-totaal afgebeeld met de hand van de rechterarm rustend in de geopende soutane. De eerste alinea van de circulaire en een vermelding in het tijdschrift 'Vlaanderen' (jaargang 15, 1996, p. 58) doen vermoeden dat Bogaerts het portret op bestelling vervaardigde naar aanleiding van de inhuldiging van een borstbeeld op 20 april 1903 ter herdenking van Guido Gezelle. Hij stelde het portret tezamen met andere portretten tentoon bij zijn vertegenwoordiger en verbond er zich toe om er op aanvraag kopieën van te maken. De circulaire vermeldt verder nog dat Bogaerts reeds een veertigtal portretten voor inwoners van Kortrijk geschilderd heeft. Ook van zijn vertegenwoordiger en diens tweede echtgenote maakte hij portretten in olieverf. Nadat zijn vader in december 1902 te Boxtel overleden was keerde Hubert Bogaerts nog dezelfde maand terug naar zijn familie aldaar. Hij ging in Boxtel inwonen bij zijn oudste broer Emile, totdat hij op 25 maart 1920 naar Berlijn verhuisde.

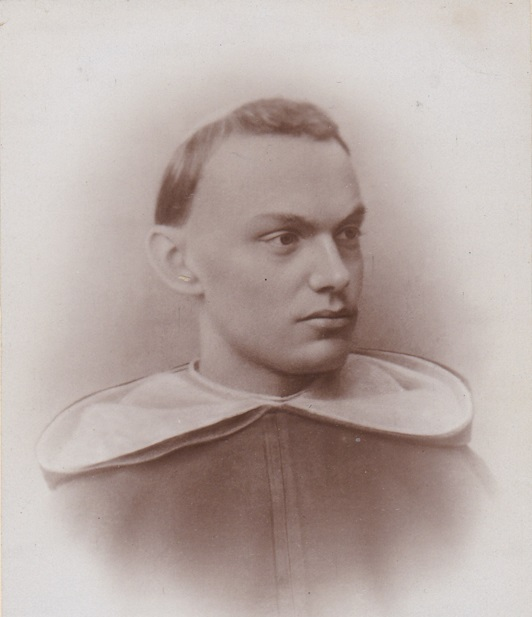
Bruin-witfoto uit ca. 1893 van frater Benedictus Jansen O.P. (Petrus Josephus Maria Jansen, 1873-1896) genomen door de Schiedamse fotograaf Jan van Diggelen (1836-1925).[57] Het werd door het atelier Société Belge des Portraits Bogaerts te Brussel gebruikt als basis voor de vervaardiging van een olieverfportret.[58][59].
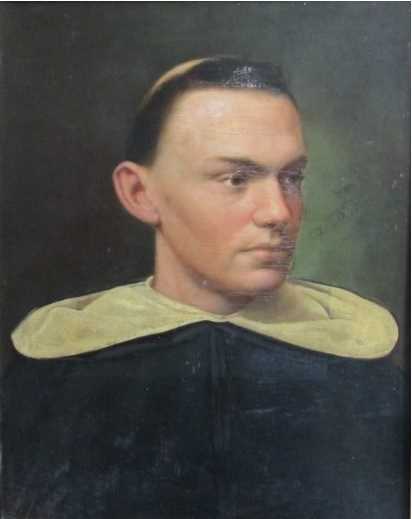
Portretschilderij dat Frater Benedictus Jansen O.P. (1873-1896) voorstelt (olieverf op paneel, 64 cm × 54 cm). Het werd in de periode 1900 - 1902 vervaardigd door het atelier van Hubertus Alouisius Henricus Maria Bogaerts (Hubert Bogaerts) in Brussel (Société Belge des Portraits Bogaerts) en werd linksonder gesigneerd met Bogaerts Bruxelles.
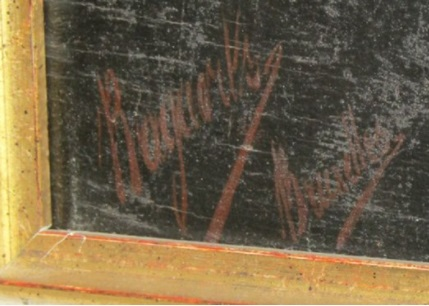
Signatuur Bogaerts Bruxelles in fijn roodbruin handschrift linksonder op een olieverfportret dat frater Benedictus Jansen O.P. voorstelt (Société Belge des Portraits Bogaerts, Brussel, 1900 - 1902).

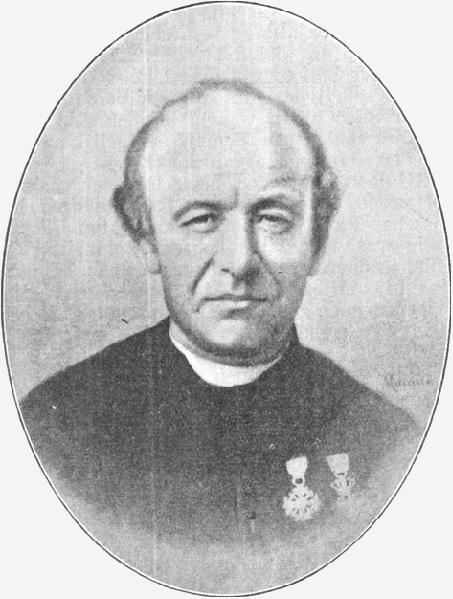
Zwart-witfoto (104 × 63 mm) van Guido Gezelle uit 1889 door de Kortrijkse fotograaf Gustave Macaire. Het werd door het atelier Société Belge des Portraits Bogaerts te Brussel gebruikt als basis voor de vervaardiging van een olieverfportret.
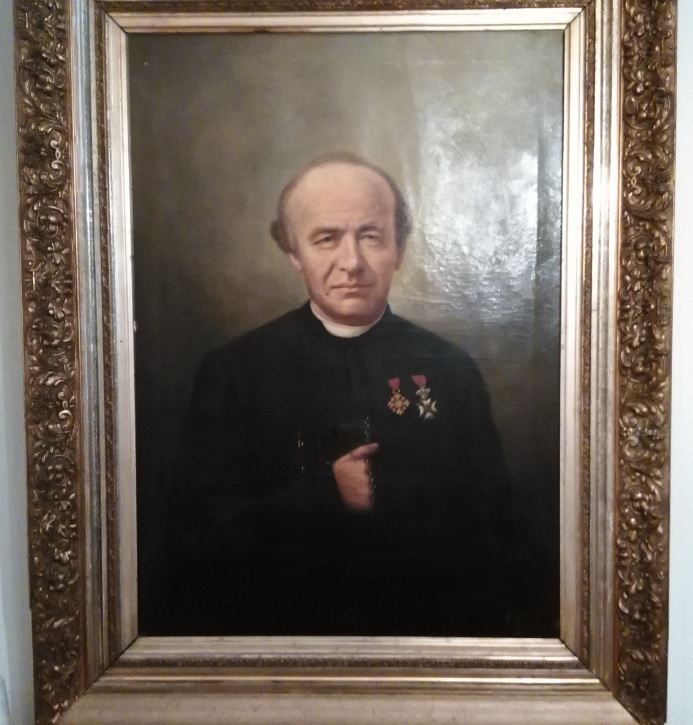
Portretschilderij dat Guido Gezelle voorstelt, met zijn eretekens (olieverf op doek, 110 cm × 85 cm). Het werd in 1902 vervaardigd door het atelier van Hubertus Alouisius Henricus Maria Bogaerts (Hubert Bogaerts) in Brussel (Société Belge des Portraits Bogaerts) en werd rechtsonder gesigneerd met Bogaerts Bruxelles.
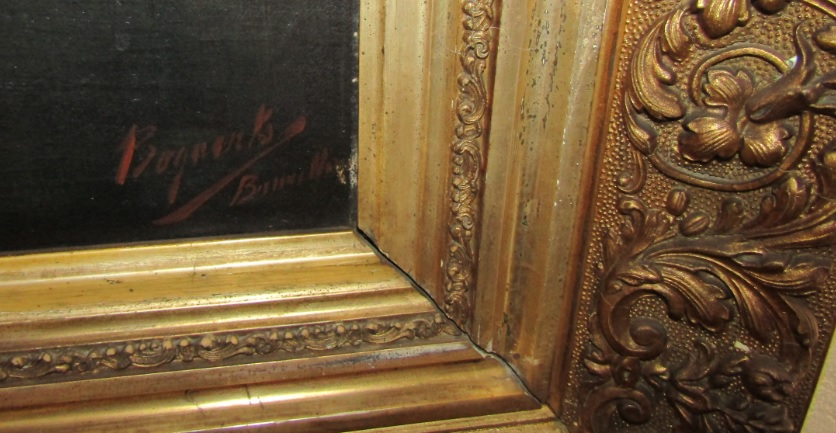
Signatuur Bogaerts Bruxelles rechtsonder op een olieverfportret dat Guido Gezelle voorstelt (Société Belge des Portraits Bogaerts, Brussel, 1902).

### The Art Replica Syndicate Limited (1907 -?)
In januari 1907 richt Hubert Bogaerts tezamen met enkele bekende Engelse industriëlen bij notariële akte te 's-Hertogenbosch een Engelse maatschappij op met vestiging te Londen : The Art Replica Syndicate Limited. Het doel van de onderneming is de machinale massaproductie van schilderijen en de verkoop van octrooien in verschillende landen. De uitvinding van Hubert Bogaerts (Improved Process for the Reproduction of Pictures), die gebaseerd is op het Amerikaanse patent van 4 maart 1879 van zijn vader Henri (Improvement in processes of reproducing oil paintings on panels and other surfaces) heeft grote bijval bij de Engelsen want ze brevetteren de uitvinding onmiddellijk in Engeland, Frankrijk, de Verenigde Staten, Duitsland en Italië. Verschillende van deze landen dienden een aanvraag in tot aankoop van de octrooien. In januari 1907 is al een eerste bestelling van 27.000 stuks in bewerking en over verschillende nieuwe bestellingen is het bedrijf in onderhandeling. Ook het bestellen van enkele reproducties van schilderijen en portretten in olieverf blijft mogelijk volgens het oude patent uit 1879 van Henri Bogaerts. Ze worden geleverd door het familiebedrijf H. Bogaerts & Co. te Boxtel. Tot de aandeelhouders van The Art Replica Syndicate Limited behoren de grootste drukkers van Engeland. Het Engels octrooi wordt in de Engelse krant The Era van 23 mei 1908 aangekondigd.

### Patenten
Niettegenstaande Hubert Bogaerts in 1903 nog in het Brusselse inwonersregister voorkomt, werd er in het Boxtelse bevolkingsregister na december 1902 geen vertrek terug naar Brussel geregistreerd. Dit blijkt overeen te stemmen met een advertentie in de 'Leeuwarder Courant' van januari 1904 waarin hij namens het familiebedrijf H. Bogaerts & Cie.-Boxtel voor het kliënteel van Leeuwarden en omstreken aankondigt in het hotel 'De Nieuwe Doelen' te Leeuwarden 'alle mogelijke inlichtingen te geven omtrent Portretten Peinture-Bogaerts'. Onderaan de advertentie staat vermeld dat Hubert Bogaerts officier is van l’Académie Christophe-Colomb, een onderscheiding die hij in november 1902 kreeg voor zijn werk in zijn schildersatelier te Brussel (Société Belge des Portraits Bogaerts).
Hubert Bogaerts had een reeks patenten op zijn naam. Eind november 1904 vroeg hij een Brits patent aan met wereldwijde toepassingen voor een 'verbeterd procedé voor de reproductie van olieverfschilderijen', en verkreeg het in september 1905. Dezelfde maand vraagt hij een Amerikaans patent aan voor een 'procedé voor de productie van kopieën van olieverfschilderijen', en verkreeg het in juli 1906. In november 1905 een Frans patent met wereldwijde toepassingen voor een 'geperfectioneerd procedé voor de reproductie van olieverfschilderijen', verkregen in maart 1906. In januari 1917 vraagt hij een Amerikaans patent aan voor een procedé voor de vervaardiging van onder meer reproducties van schilderijen en kaarten.
In maart 1920 verhuist Bogaerts van Boxtel naar Berlijn, meer bepaald naar Berlin-Halensee, Karlsruherstrasse 14. Het patent dat hij in januari 1917 aanvroeg, verkrijgt hij in juli 1920. In maart 1927 vraagt hij Amerikaans patent aan voor 'methoden voor de productie van olieverfschilderijen' dat hij eind februari 1928 verkrijgt. Voor een door hem uitgevonden procedé voor de productie van plastic afbeeldingen uit metaalfolie vraagt Bogaerts in maart 1933 patent aan voor wereldwijde toepassingen. Het patent wordt verleend begin januari 1934. Het bedrijf Metallrelief GMBH is vanaf begin januari 1934 concessionaris. Het was een Joods bedrijf in Berlijn, opgericht in 1932 en geliquideerd in 1940, dat voor boeken en kunstwerken plastic afbeeldingen produceerde en verhandelde. Ook in Canada (mei 1934) en in Australië (juli 1934) verwierf Bogaerts patenten voor resp. de productie van bas-reliëf en de productie van plastic afbeeldingen.
Datum en plaats van overlijden van Hubert Bogaerts zijn onbekend. Zijn spoor eindigt in juli 1934 met de toekenning van zijn laatst bekende patent. Volgens 'The Palestine Gazette' van 20 september 1934 woonde hij in 1934 nog steeds op hetzelfde adres in Berlin-Halensee.